# Karol Szymanowski. Loteria na mężów czyli narzeczony nr 69 (operetka w 3 aktach)
Karol Szymanowski. Loteria na mężów, czyli narzeczony nr 69 (operetka w 3 aktach) albo Karol Szymanowski. Lottery for Husbands or Fiancé No. 69 (Operetta in 3 Acts) – album zespołu Camerata Silesia i Narodowej Orkiestry Symfonicznej Polskiego Radia w Katowicach pod dyrekcją Michała Klauzy wraz z licznymi solistami z historycznym, pierwszym zapisem fonograficznym operetki Karola Szymanowskiego „Loteria na mężów, czyli narzeczony nr 69 (operetka w 3 aktach)”. Nominacja do Fryderyka 2019 w kategorii «Album Roku Muzyka Chóralna, Oratoryjna i Operowa».

## Lista utworów
Opracowano na podstawie materiału źródłowego.
- Akt 1 / Act 1. W ogrodzie publicznym
  - 1 No. 1. Wstęp i scena ansamblowa (Impresario, chór gości, Miss Huck, Klub Starych Panien)
  - 2 No. 1a. Romance (Sara, później Molly i przyjaciółki)
  - 3 No. 2. Duet (Charly, Darly)
  - 4 No. 3. Cake-walk (Williams, Klub Wesołych Wdowców)
  - 5 No. 4. Duet (Charly, Darly)
  - 6 No. 5. Finale I – Pochód (Impresario, chór, Murzyni I, II, III, Członek Klubu Pesymistów, Miss Huck, Djep, Williams, Klub Wesołych Wdowców, Pani Troodwood z Sarą)
- Akt 2 / Act 2. W mieszkaniu Helgolanda
  - 7 No. 6. Ensemble (Tobiasz Helgoland, Jack, później Charly, Darly)
  - 8 No. 7. Kuplety Miss Huck
  - 9 No. 8. Romance Darly
  - 10 No. 8a. Duet (Sara, Darly)
  - 11 No. 9. Kuplety Tobiasza Helgolanda
  - 12 No. 10. Finale II (Helgoland, chór urzędników, Charly, Darly)
  - 13 A. Ballada (Charly, chór, Darly, Klub Wesołych Wdowców, Williams)
  - 14 B. Kuplety Williamsa (Williams, chór)
  - 15 C. Ensemble (Charly, Darly, Williams, Klub Wesołych Wdowców, chór)
- Akt 3 / Act 3. W mieszkaniu Pani Troodwood
  - 16 No. 11. Wstęp i Serenada (Chór męski)
  - 17 No. 12. Piosenka druciarza
  - 18 No. 13. Duet (Sara, Darly)
  - 19 No. 14. Ensemble (Sara, Molly, przyjaciółki Sary: Ketty, Fanny, Lotti, Mimi)
  - 20 No. 15a. Ensemble (Holmes, Pani Troodwood, Molly)
  - 21 No. 15b. Kuplety Sherlocka Holmesa
  - 22 nr 16. Zakończenie (Sara, Darly, Williams, chór)